# منور رمضانی
منوّر رمضانی نامور به ننه‌حسن (۱۳۱۶–۳۱ مرداد ۱۴۰۱) از نقاشانِ خودآموختهٔ ایرانی بود. عمدهٔ شهرتِ وی بخاطرِ نقاشی‌هایِ به‌سبکِ کودکانه و استفاده از رنگ‌هایِ شاد در نقاشی بود. وی در کهنسالی نقاش شد.

## زندگی
او زاده‌ی سهرورد و ساکن شهر قیدار بود؛ سوادِ خواندن‌ونوشتن نداشت و از ۷۰ سالگی شروع به کشیدن نقاشی کرد. وی با کشیدن آثاری از داستان‌ها، باورها و شیوه‌ی زندگی مردم روستاهای آذربایجان، بخش مهمی از ادبیات شفاهی پیرامون خود را به تصویر می‌کشید.

### فیلم
دو فیلمِ «ننه حسن» ساختهٔ محمدعلی طالبی و «آهوی این کوه منم» ساختهٔ حسن رجبی از زندگیِ وی ساخته شده‌است.